# Кубрань (Карачаево-Черкесия)
Кубра́нь — посёлок в Карачаевском районе Карачаево-Черкесской Республики. 
Входит в состав муниципального образования «Хумаринское сельское поселение».

## География
Посёлок расположен в северной части Карачаевского района, на левом берегу реки Кубрань, чуть выше её впадения в Кубань. Находится в 10 км к северу от районного центра Карачаевск и в 45 км к югу от города Черкесск.
Граничит с землями населённых пунктов: Орджоникидзевский на западе, Малокурганный на севере и Новый Карачай на юге.
Населённый пункт расположен в горной зоне республики. Рельеф в основном представляет собой сильно пересечённую местность. Средние высоты на территории посёлка составляют 921 метр над уровнем моря. Абсолютные достигают отметки в 1500 метров.
Гидрографическая сеть в основном представлена рекой Кубрань. Имеются выходы минерализованных вод.
Климат влажный умеренный. Средняя годовая температура воздуха составляет +8,0°С. Наиболее холодный месяц — январь (среднемесячная температура -4,0°С), а наиболее тёплый — июль (среднемесячная температура +21,0°С). Заморозки начинаются в конце октября и заканчиваются в середине апреля. Среднее количество осадков в год составляет около 800 мм в год. Основная их часть приходится на период с апреля по июнь.

## Население
| 2002 | 2010 | 2021 |
| ---- | ---- | ---- |
| 134  | ↘131 | ↘52  |

## Улицы
В посёлке всего одна улица — Садовая. 